# Klenotnice Korinťanů v Delfách
Klenotnice Korinťanů v Delfách byla postavena v dórském řádu kolem roku 600 před naším letopočtem jako nejstarší z takovýchto budov.

## Historie
Delfám ji daroval korintský tyran Kypselos. Měla základ o rozměrech 6,50 × 13,00 m a nacházela se východně od tanečního prostranství. Byla dlouhá, obdélníková a směřovala k Apollónovu oltáři. Sloupy a anty, které se obvykle vyskytují u pozdějších klenotnic, tato Kypselova stavba pravděpodobně neměla. Byly v ní ukrývány votivní dary Korinťanů a dary zasvěcené lýdskými králi Gýgésem a Kroisem. V této klenotnici byly uloženy některé Kroisovy dary po požáru chrámu v roce 546 před Kristem. Jednalo se o posvátné dary ze zlata a ze stříbra, které podle Hérodota vážily 30 talentů, tedy přibližně 800 kilogramů. Po pádu tyranie v Korintu se město samo prohlásilo za zakladatele klenotnice, jak dokazuje zachovaný nápis o zasvěcení.